# Wilhelm Duhmer
Wilhelm Duhmer (* 6. September 1884 in Kallies (Pommern); † 2. Juli 1964 in Berlin) war der zehnte Oberbürgermeister der Stadt Görlitz.

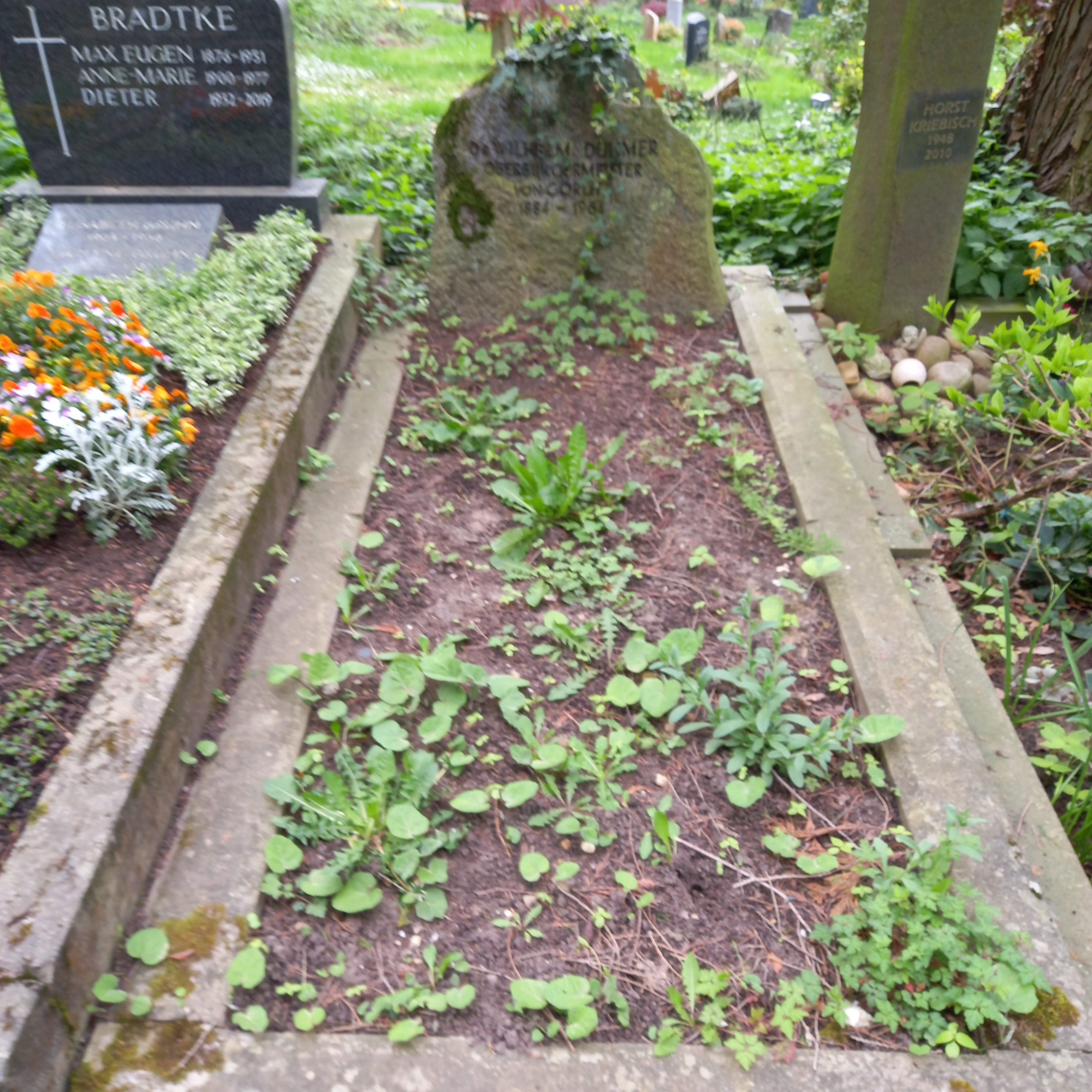
Das Grab von Wilhelm Duhmer auf dem Poppelsdorfer Friedhof in Bonn

## Leben
Wilhelm Duhmer wurde 1884 in Kallies in Pommern geboren. Zwischen 1914 und 1918 studierte er und leistete den Militärdienst ab. Während seines Studiums wurde er 1903 Mitglied der Burschenschaft Cimbria München und 1904 Mitglied der Burschenschaft Germania Berlin. Das Studium schloss er mit der Promotion zum Dr. jur. ab. Anschließend arbeitete er als Magistratsassessor und sammelte 1918 bis 1919 erste Erfahrung als Stadtrat in Stargard. Im Jahr 1920 zog er nach Stettin und war dort zwischen 1920 und 1931 als Stadtrat und Stadtkämmerer tätig. Schließlich wurde er 1931 auf den Oberbürgermeisterposten der Stadt Görlitz berufen. Am 8. Oktober 1931 wurde er Oberbürgermeister. Duhmer war Mitglied der Deutschen Demokratischen Partei.
Am Abend des 29. März 1933 erfuhr Duhmer auf dem Rückweg von einer Dienstreise aus Berlin, dass Mitglieder der SA in Görlitz 60 jüdische Mitbürger durch die Stadt getrieben und anschließend in den Rathauskeller gesperrt hatten. Der zurückgekehrte Oberbürgermeister versuchte die Bürger zu beruhigen und ließ sie wieder frei. In der Folgezeit wurde auch er zur politischen Zielscheibe der Nationalsozialisten. Schließlich beantragte er im Dezember 1933 die Versetzung in den Ruhestand, in den er am 1. Juni 1934 versetzt wurde.
Kurz vor Kriegsende kam er in Berlin zum Volkssturm. Im Juni 1945 kehrte er nach Görlitz zurück, um seine Tochter aus der Stadt zu holen, dabei lernte er den sowjetischen Stadtkommandanten Gardeoberst Iljitsch Nesterow kennen, der ihm wieder den Oberbürgermeisterposten anbot. Er schlug das Angebot jedoch aus. Im Jahr 1964 verstarb er.
Sein Grab befindet sich auf dem Friedhof in Bonn-Poppelsdorf.